# Reprezentacja Turcji w koszykówce kobiet
Reprezentacja Turcji w koszykówce kobiet - drużyna, która reprezentuje Turcję w koszykówce kobiet. Za jej funkcjonowanie odpowiedzialny jest Turecki Związek Koszykówki. Trzy razy brała udział w Mistrzostwach Europy, raz awansując do ćwierćfinału (2005).

## Udział w imprezach międzynarodowych
- Mistrzostwa Europy
  - 2005 - 8. miejsce
  - 2007 - 9. miejsce
  - 2009 - 9. miejsce